# معمارية خلوية

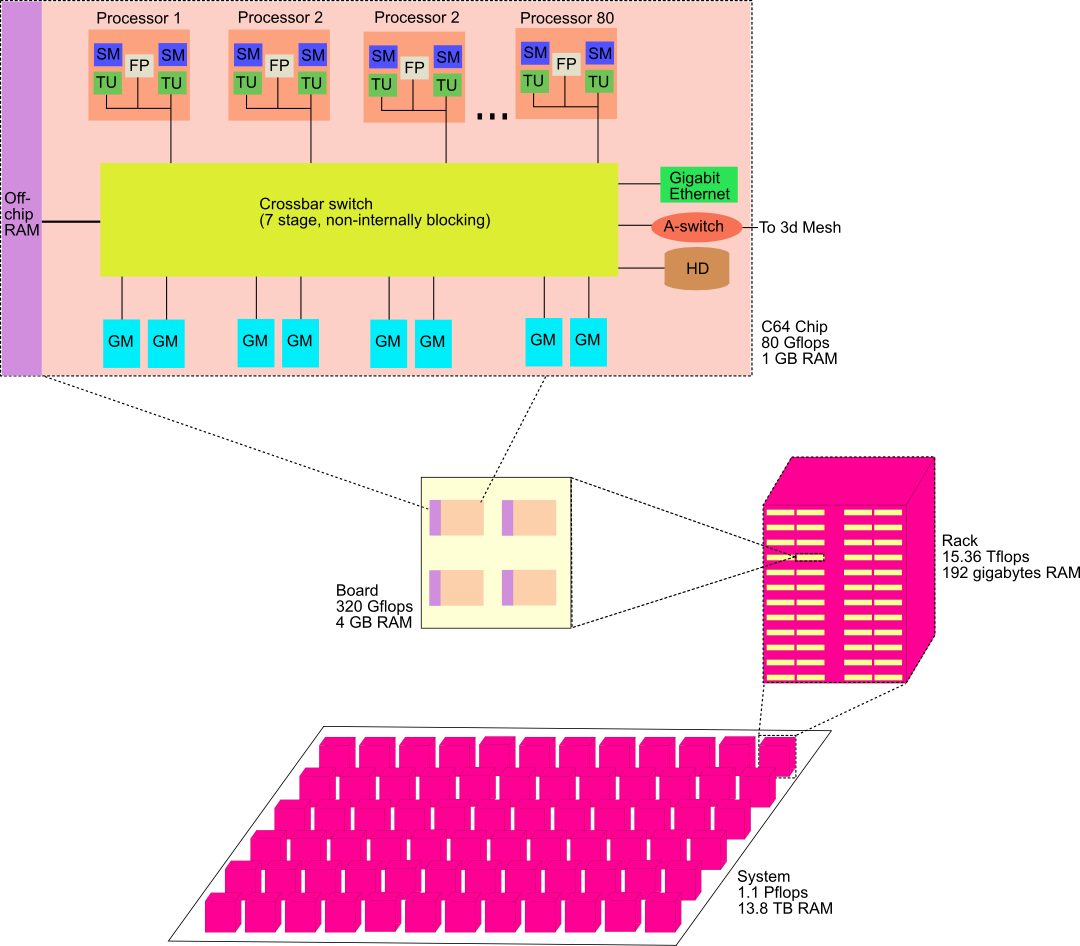
تحتوي معمارية سايكلوب 64 (Cyclops64) على مئات من عقد الحوسبة

المعمارية الخلوية (بالإنجليزية: Cellular architecture) هي أحد أنواع البنى الحاسوبية البارزة في الحوسبة المتوازية. تعد البنى الخلوية أمرًا جديدًا نسبيًا، حيث كانت المعالجات الدقيقة الخلوية من آي بي إم (IBM) هي الأولى من نوعها في السوق. تأخذ المعمارية الخلوية تصميم البنية متعددة النوى بفضل نتيجته المنطقية من خلال منح المبرمج القدرة على تشغيل أعداد كبيرة من السلاسل المتشعبة المتزامنة داخل المعالج الواحد. وتكون كل «خلية» عبارة عن عقدة حوسبة تحتوي على وحدات الموضوع والذاكرة والاتصال. وتتحقق السرعة من خلال استخدام ميزة التوازي على مستوى السلسلة المتأصلة في العديد من التطبيقات.
إن الخلية والمعمارية الخلوية التي تحتوي على 9 نوى هي المعالج المستخدم في بلاي ستيشن 3 (PlayStation 3) من البنى الخلوية الأخرى البارزة سايكلوب 64، وهو أحد البنى المتوازية على نطاق واسع التي تخضع حاليًا للتطوير في آي بي إم.
تتبع البنى الخلوية نموذج البرمجة منخفضة المستوى الذي يعرض للمبرمج الكثير من الأجهزة الأساسية. ويسمح ذلك للمبرمج بتحسين رمزه بدرجة كبيرة من أجل النظام الأساسي، ولكن في الوقت نفسه يجعل تطوير البرمجيات أكثر صعوبة.

## وصلات خارجية
- Cellular architecture builds next generation supercomputers
- ORNL, IBM, and the Blue Gene Project
- Energy, IBM are partners in biological supercomputing project